# École nationale de commerce et de gestion de Kénitra
 (novembre 2014).
L’École Nationale de Commerce et de Gestion de Kénitra (ENCG de Kénitra) est une école de commerce marocaine, créée en 2005 à Kénitra. Elle fait partie du prestigieux réseau des ENCG du Maroc et de l’université Ibn-Tofaïl.
Elle fut créée en 2005 pour répondre aux besoins du marché régional et national de l’emploi en cadres supérieurs, capables de moderniser la gestion d'entreprise et de relever le défi de la compétitivité.
L'ENCG Kénitra a représenté le Maroc en octobre 2010 à Los Angeles à la SIFE World Cup 2010 après avoir remporté la compétition nationale SIFE Morocco 2010 devant 36 écoles marocaines. Cette participation a connu la qualification de l'équipe SIFE ENCG Kénitra à la demi-finale, se classant dans le top 8 des équipes au monde.
Pour la deuxième fois consécutive, l'ENCG Kénitra remporte, en novembre 2011, le Grand Prix du Tournoi International de Gestion, organisé par l'Ordre des Experts Comptables Marocains en partenariat avec la Bourse de Casablanca.

## Présentation de l'école
L’École Nationale de Commerce et de Gestion de Kénitra (ENCGK) a été créée en 2005. Le Roi Mohammed VI a procédé lundi 13 octobre 2008 à la pose de la première pierre pour la construction des nouveaux locaux de cet établissement.
L’E.N.C.G est un établissement d’enseignement supérieur public ayant pour vocation l’enseignement, la formation continue et la recherche dans le domaine des techniques commerciales et des sciences de gestion.
Le haut niveau de la formation dispensée à l’ENCG est favorisé par la rigueur de la sélection à chaque rentrée universitaire, par la qualité des méthodes pédagogiques : Enseignement modulaire et évolutif alternant théorie et la pratique et accordant une large place à la participation des étudiants à la vie associative et à leur ouverture constante sur l'environnement socio-économique national et international.

### Formation
Le cursus à ENCG Kénitra s’étale sur 10 semestres (5 années) de formation après le baccalauréat, en gestion ou en commerce.
La 1re, la 2e et la 3(e) constituent le tronc commun destiné à l’acquisition d’une formation fondamentale dans les différentes disciplines requises pour le commerce et la gestion.
En 4e année, le choix se fait entre les deux filières commerce ou gestion.
À partir du Semestre 8, les étudiants optent pour une des options suivantes : 
| Filière de commerce                                                    | Filière gestion                                                                                    |
| ---------------------------------------------------------------------- | -------------------------------------------------------------------------------------------------- |
| - Marketing et Action Commerciale - Commerce international - Publicité | - Audit et contrôle de gestion - Gestion financière et comptable - Gestion des ressources humaines |

### Admission à l'école
Les élèves rigoureusement sélectionnés sont originaires de toutes les régions du Royaume.
L’admission définitive à l’ENCG de Kénitra est conditionnée par la réussite du concours d’entrée qui se déroule en deux étapes.
1. Présélection : a lieu par ordre de mérite, sur la base de la moyenne générale des notes obtenues au Baccalauréat de l’enseignement secondaire.
2. Test écrit : ou TAFEM (Test d’Admissibilité à la Formation en Management). Sous forme de QCM (Questionnaire à choix multiples), il comprend 4 sous-tests :
  - Sous-test 1 : Mémorisation
  - Sous-test 2 : Résolution de problèmes
  - Sous-test 3 : Culture générale
  - Sous-test 4 : Linguistique et sémantique